# Amabel Hume-Campbell, 1. Countess de Grey

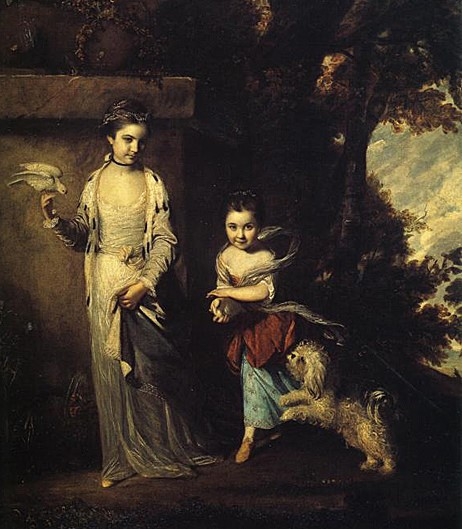
Lady Amabel (links) mit ihrer Schwester Lady Mary Jemima um 1760

Amabel Hume-Campbell, 1. Countess de Grey (geborene Yorke, * 22. Januar 1751; † 4. Mai 1833 in London) war eine britische Peeress.

## Leben
Sie war die ältere Tochter des Philip Yorke, 2. Earl of Hardwicke (1720–1790), und der Jemima Campbell, 2. Marchioness Grey (1722–1797). Sie wurde durch Hauslehrer ausgebildet und erzogen.
Am 17. August 1780 heiratete sie Alexander Hume-Campbell, 1. Baron Hume of Berwick (1750–1781), Sohn und Erbe des Hugh Hume-Campbell, 3. Earl of Marchmont (1708–1794). Ihr Gatte starb bereits am 9. März 1781 und die Ehe blieb kinderlos.
Sie stand der Partei der Whigs nahe und betätigte sich als Autorin zu politischen Themen, insbesondere zur Französischen Revolution.
Beim Tod ihrer Mutter erbte sie 1790 von ihr den Adelstitel als 5. Baroness Lucas, of Crudwell in the County of Wiltshire. Aus dem Nachlass ihres Vaters erbte sie den Familiensitz Wrest Park in Bedfordshire, die Stadtresidenz am St. James’s Square in Londons West End, sowie weitere Ländereien in Cambridge. Am 25. Oktober 1816 wurde sie zur Countess de Grey, of Wrest in the County of Bedford, erhoben. Wegen ihrer Kinderlosigkeit wurde ihr der Titel mit dem besonderen Zusatz verliehen, dass er auch an ihre jüngere Schwester Lady Mary Jemima Yorke (1757–1830), Gattin des Thomas Robinson, 2. Baron Grantham, und deren männliche Nachkommen vererbbar sei.
Als sie 1833 in starb, vermachte sie dem British Museum ihre Sammlung von 4000 Radierungen. Da ihre Schwester bereits 1830 gestorben war fielen ihre beiden Adelstitel an deren ältesten Sohn Thomas Wedell, 3. Baron Grantham (1781–1859).